# Kopenska vojska
Kopenska vojska je veja oboroženih sil, ki izvaja vojaške naloge na kopnem.

## Rodovi kopenske vojske
- Pehota
- Oklepne enote
- Artilerijske enote
- Inženirstvo
- Logistika
- + nekatere kopenske vojske imajo še letalske sile kopenske vojske, ki so namenjene taktični podpori kopenske vojske in predvsem protioklepnemu boju.